# Pfarrkirche Katsdorf

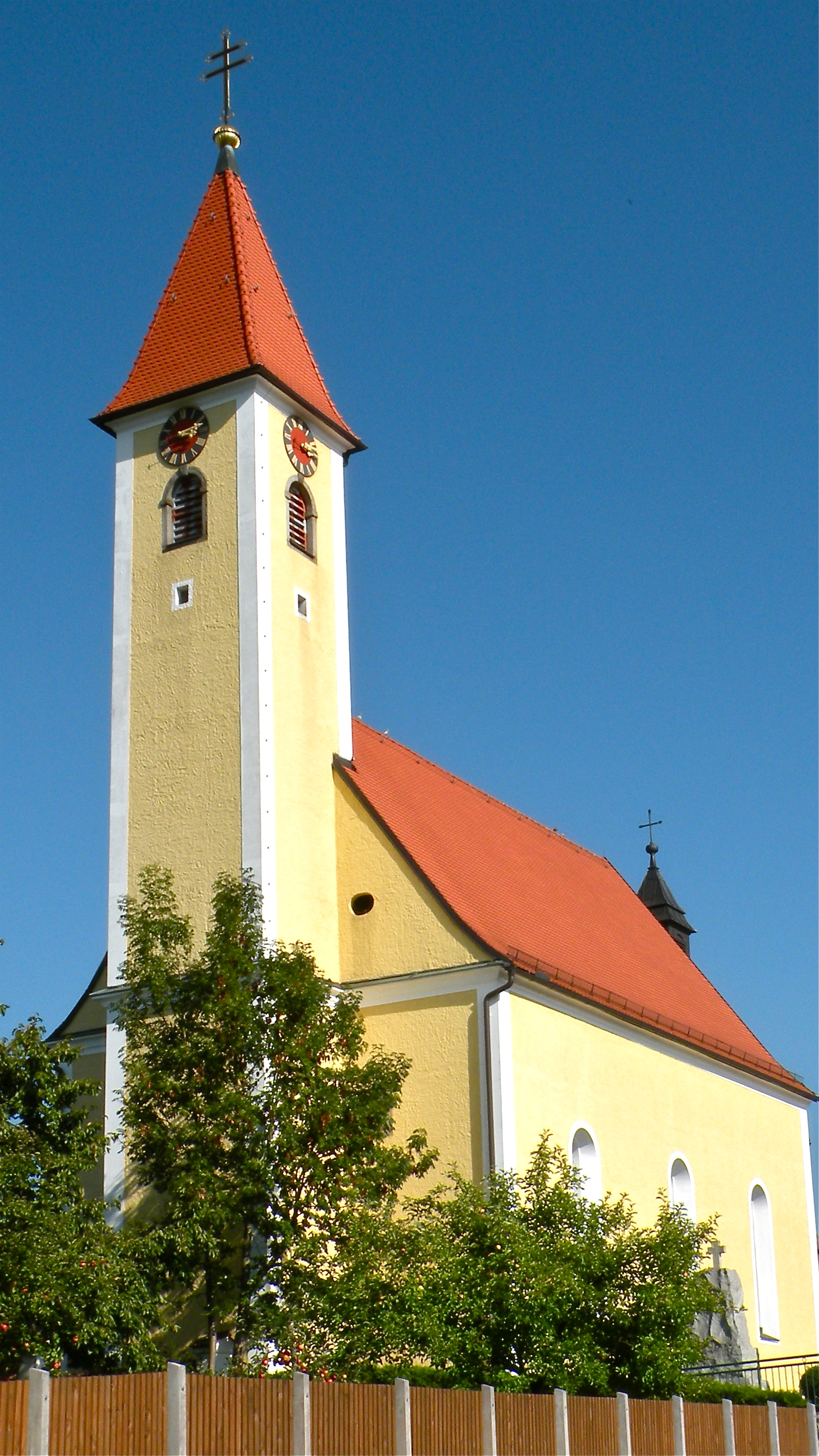
Pfarrkirche Katsdorf

Die Pfarrkirche Katsdorf steht in der Gemeinde Katsdorf in Oberösterreich. Die römisch-katholische Pfarrkirche hl. Vitus gehört zum Dekanat Gallneukirchen in der Diözese Linz. Die Kirche steht unter Denkmalschutz (Listeneintrag).

## Geschichte

### Geschichte der Pfarre
Katsdorf war bis 1116 ein Teil der Altpfarre zum hl. Remigus in Ried in der Riedmark. Diese erstreckte sich von der Donau im Süden bis zum Nordwald im Norden, im Osten war der Fluss Aist die Grenze zur Pfarre Narrn und im Westen zur Pfarre Gallneukirchen. Die Altpfarre war seit 1122 dem Stift Sankt Florian inkorporiert.
Nach dem Bau der ersten Kirche im Jahr 1116 wurde Katsdorf als Pfarre selbständig. Nach der Übergabe der Kirche an das Stift St. Florian im Jahr 1125 war sie diesem inkorporiert. 1546 konnte die Pfarre wegen Priestermangel nicht mehr vom Stift besetzt werden. Katsdorf wurde deshalb der Pfarre Ried einverleibt, die Kirche wurde somit Filialkirche. Mit der Gründung der Diözese Linz wurde Katsdorf eine eigenständige Pfarre. 1785 erging der Befehl des kaiserlichen Statthalters Eybl an das Stift St. Florian, einen ständigen Seelsorger nach Katsdorf zu schicken. Pfarrer der 33 Florianer Stiftspfarren blieb bis zum II. Vatikanum (1962–1965) der Propst von St. Florian. Die Seelsorger vor Ort waren meistens Chorherren (Canonici Regulares) des Stiftes, die als Pfarrverweser oder Pfarrvikare fungierten.

### Geschichte des Kirchengebäudes
Der Edle Hermann von Chazilinistorf d. Ä. baute 1116 in der Dorfmitte eine erste Kirche aus Holz als Eigenkirche, die Bischof Ulrich I. von Passau am 7. April 1116 dem hl. Vitus weihte. Sie erhielt Tauf- und Begräbnisrecht und wurde von Hermann von Chazilinistorf d. J. 1125 dem Stift St. Florian übergeben.
Anlässlich der Hussitenkriege dürfte die Kirche mit Pfarrhof und sämtlichen Dokumenten im Jahr 1424 Plünderungen und Brandschatzungen zum Opfer gefallen sein.In dieser Zeit baute Propst Kaspar I. Seisenecker die zweite Kirche im spätgotischen Stil. Standort der Kirche war der heutige Ortsplatz 1.
Da eine Renovierung der Kirche wegen eines erdrutschgefährdeten Hanges nicht sinnvoll war, wurde 1645 am heutigen Standort die dritte Kirche als frühbarocke Kirche errichtet und von Propst Leopld am 6. Juni 1645 geweiht. Durch einen Blitzschlag am 8. April 1838 wurde die Kirche größtenteils zerstört. Anschließend wurde das Langhaus neu eingewölbt und das Oratorium neu errichtet. Die Innenausstattung wurde bei einer Renovierung zwischen 1890 und 1895 im Stil der Neorenaissance gestaltet. Die zwei vorderen Kirchenfenster mit Darstellungen Herz Jesu und Herz Mariä wurden von der Wiener Glasmalerei Carl Geyling’s Erben hergestellt. Im Zuge der Außenrenovierung zwischen 1908 und 1913 wurde der Turm erhöht und erhielt einen neuen Glockenstuhl mit vier neuen Glocken.
Im Sinne der Liturgiereform des II. Vatikanischen Konzils wurden 1967 der Hochaltar, die Seitenaltäre, die Kanzel und das Kommuniongitter entfernt und der Innenraum mit Volksaltar und Ambo neu gestaltet. In der Mitte des Altarraumes hängt seit 1983 ein barockes Altarbild mit dem Martyrium des Kirchenpatrons Vitus.

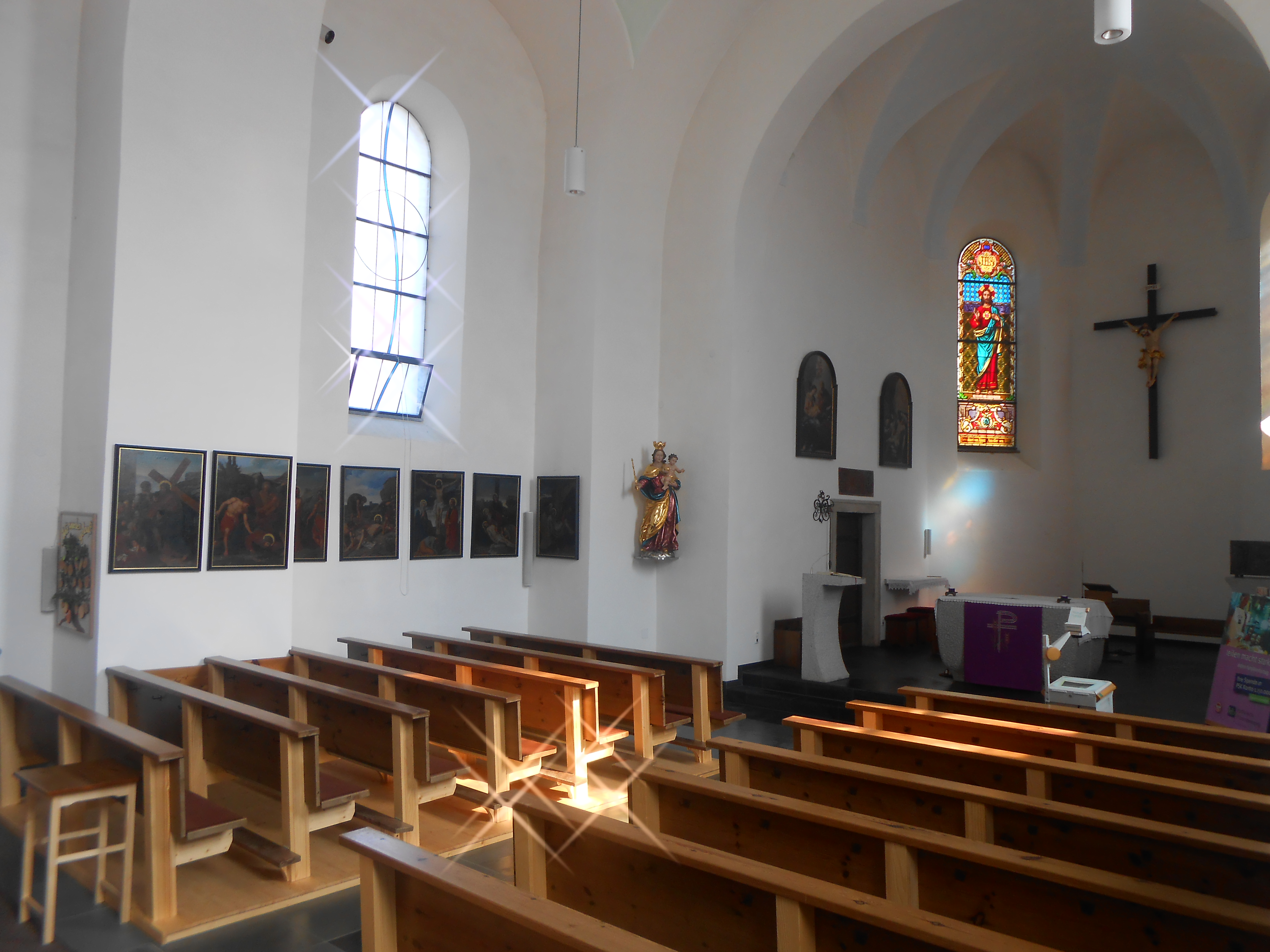
Innenraum der Pfarrkirche St. Vitus

Die Außenrestaurierung im Jahr 2002 wurde mit einer Turmkreuzsteckung abgeschlossen. Bei einer Renovierung zwischen 2007 und 2012 erhielt die Kirche das aktuelle Aussehen. Die vier 2009 an der Nord- und Südseite der Kirche eingesetzten Fenster symbolisieren die Grundfunktionen der Kirche: (Verkündigung, Liturgie, Diakonie/Nächstenliebe und Koinonia/Gemeinschaft). Sie wurden von Gabriele Berger entworfen und vom Glasmaler Josef Raukamp (Stift Schlierbach) hergestellt.

## Architektur
Die Kirche wird als schmuckloser Saalbau mit gotischem Chor und schlankem Westturm beschrieben. Der Sakristeianbau befindet sich an der Nordseite des Chores. Sowohl an der Nord- als auch an der Südseite befinden sich profilierte barocke Rechteckportale. Die Kirche verfügt über Rundbogenfenster. Die Schallfenster des Turmes wurden mit Kämpfer- bzw. Keilsteinrahmungen versehen. Das Langhaus wird von einem Satteldach bedeckt, während sich über dem Chor ein angeschiftetes Walmdach mit Dachreitern befindet. Der Innenraum wurde als dreijochiger Saal mit Platzlgewölben auf massiven Wandpfeilern, teilweise barock, ausgeführt. Die Westempore ist zweigeschoßig und wird von mit Korbbögen verbundenen Granitsäulen getragen. Der einjochige Chor wird von einem Stichkappen-Tonnengewölbe bedeckt, während in der Sakristei ein Kreuzgratgewölbe angebracht wurde.

## Glocken

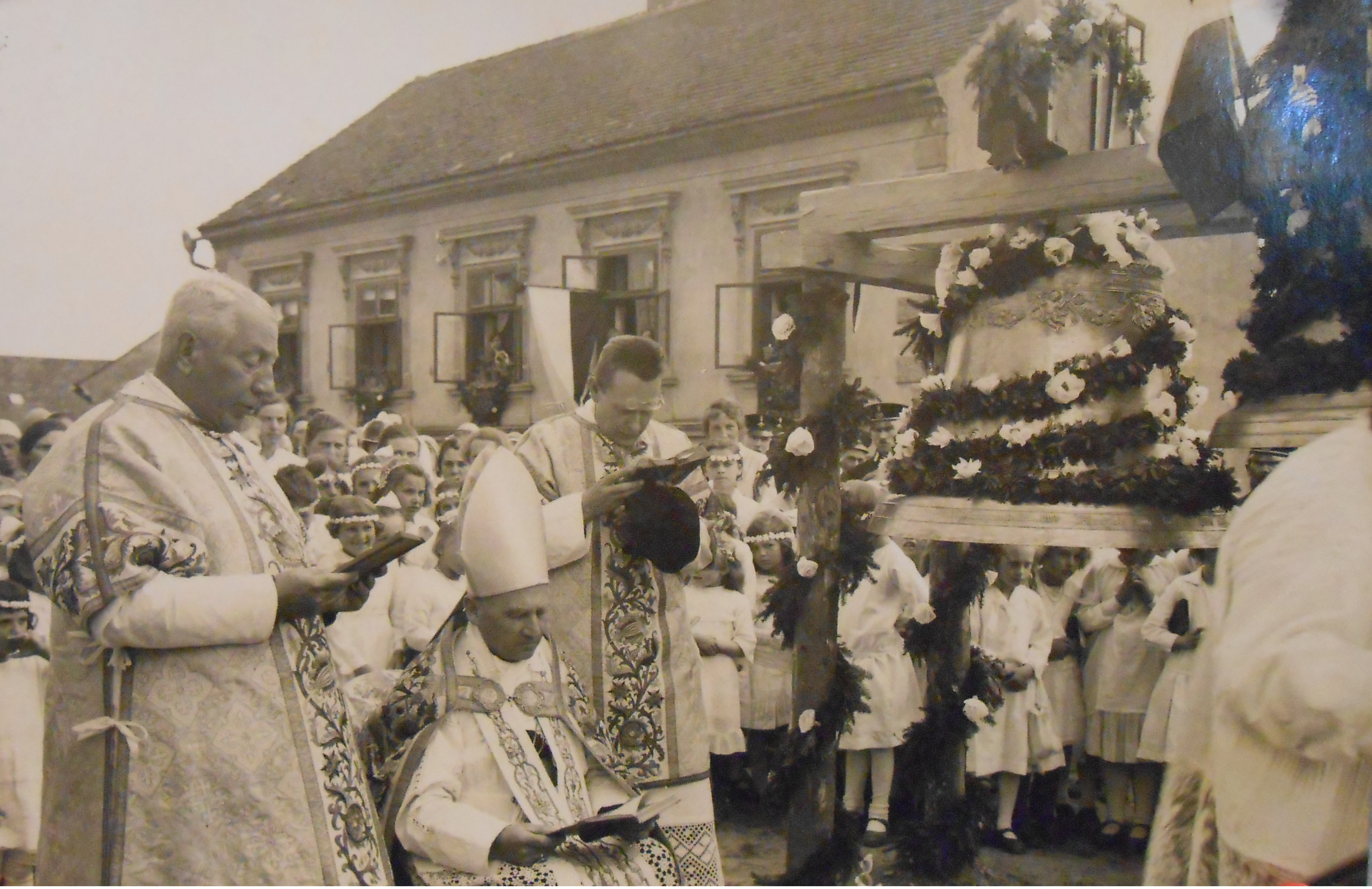
Glockenweihe mit Propst Leopold Hager vom Stift St. Florian 1949

In Katsdorf gibt es eine über 300-jährige Glockentradition, die seit 1719 dokumentiert ist. Nach einem Blitzeinschlag am 8. April 1838 entstand ein Feuer im Turm, dem die Glocken zum Opfer fielen. Noch im gleichen Jahr wurde vom Linzer Glockengießer Johann Hollederer drei neu Glocken gegossen mit einem Gesamtgewicht von 400 kg. 1908 wurden die Glocken abgenommen, der hölzerne Glockenstuhl abgebaut und der Kirchturm erhöht. Am Dach des Presbyteriums wurde ein Dachreiter gebaut und die kleinste Glocke von 1838 dort als Wandlungsglocke eingesetzt. Statt des hölzernen Glockenstuhls wurde ein eiserner Glockenstuhl eingebaut und vier neue Glocken angeschafft. 1949 wurde in der Glockengießerei St. Florian von Johannes Dettenrieder vier neue Glocken gegossen. Dieses Geläut hat ein Gesamtgewicht von 1363 kg.
| Nr. | Name          | Gussjahr | Gießer und Gussort                                           | Durchmesser | Gewicht   | Ton   | Inschrift                                                                                          |
| --- | ------------- | -------- | ------------------------------------------------------------ | ----------- | --------- | ----- | -------------------------------------------------------------------------------------------------- |
| 1   | Vitusglocke   | 1949     | Johannes Dettenrieder von der Glockengießerei in St. Florian | 99 cm       | 601 kg    | gis′  | ZU EHRE GOTTES LÄUTE ICH, ZUM DIENSTE GOTTES RUFE ICH, DIE TOTEN BEKLAGE ICH, ST. VITUS HEISSE ICH |
| 2   | Marienglocke  | 1949     | Johannes Dettenrieder von der Glockengießerei in St. Florian | 83 cm       | 359 kg    | -h′   | MARIA MIT DEM KINDE LIEB, UNS ALLEN DEINEN SEGEN GIB                                               |
| 3   | Josefsglocke  | 1949     | Johannes Dettenrieder von der Glockengießerei in St. Florian | 75 cm       | 252 kg    | cis′  | ST. JOSEF MIT DEM LILIENZWEIG ALS TREUER SCHUTZENGEL MIR ZEIG                                      |
| 4   | Barbaraglocke | 1949     | Johannes Dettenrieder von der Glockengießerei in St. Florian | 63 cm       | 151 kg    | -e′   | IST DIE STUND DES TODES DA, SEI UNS ALS HELFERIN STEHTS NAH                                        |
| 5   | Sterbeglocke  | 1838     | Johannes Hollederer in Linz                                  |             | ca. 30 kg | gis′′ | Diese Glocke hängt seit 1909 am Dachreiter oberhalb des Presbyteriums                              |